# 佐々真之助

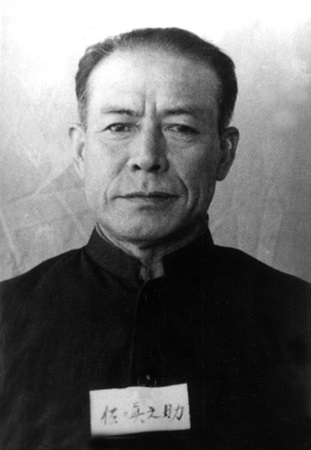
佐々真之助

佐々 眞之助（眞之助、ささ しんのすけ、1893年（明治26年）10月13日 - 1959年（昭和34年）6月21日）は、大日本帝国陸軍軍人。最終階級は陸軍中将。

## 経歴
福岡県出身。1915年（大正4年）5月、陸軍士官学校第27期卒業。1925年（大正14年）11月、陸軍大学校第37期卒業。
1937年（昭和12年）8月、陸軍省人事局課員を経て、1938年（昭和13年）3月、陸軍歩兵大佐に進級する。
同年7月、陸軍省人事局恩賞課長・陸軍省功績調査部長を経て、1940年（昭和15年）3月、歩兵第85連隊長に補され、日中戦争に出動した。
1941年（昭和16年）3月、陸軍少将に進み西部軍参謀長に補され、ついで1942年（昭和17年）12月、第19軍参謀長としてインドネシア・アンボンに駐屯。
1944年（昭和19年）1月、第13軍参謀長を経て、同年6月、陸軍中将に進級し、同年11月、第39師団長に補され、四平で終戦を迎えた。1948年（昭和23年）1月31日、公職追放仮指定を受けた。
1950年、撫順戦犯管理所に収容。1956年（昭和31年）6月に開かれた瀋陽特別軍事法廷で懲役16年の判決を受け服役し、1959年6月に胃癌により獄死した。

## 戦犯容疑
1945年3月　「襄陽城王家営村で、部下に農民を見つけ次第捕まえろと命令し、18名を無実の農民を捕らえた。佐々はこの農民たちの掌に針金を通して一列に並ばせ、新兵の刺突訓練（銃剣で刺し殺す訓練）の標的として殺害させた」（金源,2020）